# 民主台灣聯盟案
民主台灣聯盟案，1968年7月31日，在台灣白色恐怖時期發生的一起政治迫害案件。台灣文學作家陳映真、李作成、吳耀忠、陳述孔、丘延亮等人，利用日本駐中華民國大使館的外交郵件，進口左派書籍到台灣，在讀書會上傳閱。此事遭到告發，中華民國政府指控這群人組織民主台灣聯盟，以「預備顛覆政府」罪名，逮捕36人，並分別處以刑期不等的徒刑。這起事件是二次戰後台灣文學界波及人數最多的政治迫害事件。

## 歷史
1950年，作家楊蔚涉入共諜案，被捕後送往綠島，在此進行感化教育，拘禁十年。1959年出獄後，經林海音介紹，進入《自立晚報》任記者。他同時也成為警總的線民。楊蔚利用與許多文學家之間交情，積極參與文化圈活動，一方面寫作藝文報導，一方面為警總收集情報。
1963年，陳映真至強恕中學教英文，認識李作成。經由李作成介紹，認識當時就讀台灣大學的一群知識份子，包括陳述孔等人。1964年，認識日本駐台實習外交官淺井基文，淺井基文對於馬列主義及中國研究素有興趣，在日本購買中華人民共和國的書籍後，經外交郵包，寄送相關著作至台灣，作為中文研習之用。陳映真等人在淺井基文住處開讀書會，除閱讀這些中國進口的左派書籍外，也閱讀魯迅等被禁作家的作品。淺井基文結束實習後，將這些書籍留給學弟加藤紘一。加藤紘一在1966年至美國哈佛大學就讀後，書籍又轉給齋藤正樹與畠中篤。
1966年，在大陸，文化大革命開始。這鼓舞了陳映真等台灣左派，他們以讀書會為基礎，開始進行組織活動，形成一個鬆散的組織，稱為民主台灣聯盟。任《聯合報》記者的楊蔚，向警總告發了陳映真等人。
1968年7月31日，中華民國政府發動逮捕行動，36人遭逮捕，其中包括陳映真、丘延亮、吳耀忠、陳述孔、陳映和、王小虹、林華洲等人，還波及到導演陳耀圻、作家黃春明等。